# TrackMania United
TrackMania United is een racespel van Nadeo - eigenlijk is het een combinatie van eerdere Trackmaniaspellen. Het spel bevat alle omgevingen van de eerdere spellen. TrackMania United heeft een peer-to-peer-systeem, zodat spelers gemakkelijker zelfgemaakte inhoud, zoals auto's of races, kunnen delen en een verenigd classificatiesysteem. De motor is bijgewerkt om mooiere schaduwen te creëren. Dit is te gebruiken in de vernieuwde stadionomgeving. De stadionomgeving heeft twee keer zoveel onderdelen als in de gratis versie TrackMania Nations, inclusief modderpaden, water en onderdelen om binnen te bouwen.
Op 30 juni 2006 kondigde Nadeo het spel aan. Op 9 november 2006 zijn 10.000 exemplaren van TrackMania United aangekondigd, die online te koop zijn. Deze exemplaren konden geactiveerd worden vanaf 16 november 2006.
Spelers die eerder TrackMania Original of TrackMania: Sunrise hadden gekocht, konden een dagelijkse copperbonus activeren in TrackMania United door de producten te registreren in het spel.